# Villa du Clos-de-Malevart
La villa du Clos-de-Malevart est une voie située dans le quartier de la Folie-Méricourt du 11e arrondissement de Paris, en France.

## Situation et accès
La villa du Clos-de-Malevart est desservie par la ligne 11 à la station Goncourt. C'est une impasse qui s'ouvre au 7 rue Darboy. 

## Origine du nom
Le nom de cette voie évoque le fait que la rue du Faubourg-du-Temple, à proximité, a été tracée sur un très ancien chemin ouvert au travers d'un lieu-dit champêtre, appelé « clos de Malevart », présent sur les cartes du XIIe siècle. Malevart viens du latin Mala Vallis, mauvaise vallée. 

## Historique
Ce passage, provisoirement nommé « voie Q/11 », a reçu son nom actuel par un arrêté municipal du 30 décembre 1999.

## Bâtiments remarquables et lieux de mémoire
- Siège de la chaîne Nolife au no 3.
- L’Institut maçonnique de France (IMF) au no 6.